# Bernhard Rive
P. Bernhard Rive SJ (* 11. Dezember 1824 in Dorsten; † 30. Juli 1884) war ein deutscher Prediger und Theologe, der dem Jesuitenorden angehörte. 

## Leben
Am 2. Dezember 1848 wurde er zum Priester geweiht und trat am 19. März 1851 in die Gesellschaft Jesu (Jesuiten) ein. Er wirkte als Domprediger in Trier, Paderborn, Münster und Köln; sein Rednerstil galt als theologisch fundiert und rhetorisch beeindruckend. Wegen des Jesuitengesetzes im Rahmen des Kulturkampfes (1872) musste er aus Deutschland nach Belgien auswandern. Dort schrieb er ein beachtetes Buch über die Ehe, das 1876 zum ersten Mal und 1921 überarbeitet zum zweiten Mal aufgelegt wurde.

## Werke (Auswahl)
- Die Ehe in dogmatischer, moralischer und socialer Beziehung. Pustet Verlag, Regensburg 1876, Nachdruck 2014 (Dogma Verlag, ISBN 978-3-95454-080-8; Paperback, Vero Verlag, ISBN 978-3-95738-289-4).
- Die Feste unseres Herrn Jesus Christus. 2 Bde., Regensburg 1882.
- Die Ehe in dogmatischer, moralischer und sozialer Beziehung. Kösel & Pustet, Regensburg 1921, zweite von Johannes Baptist Umberg verbesserte, teilweise umgearbeitete Auflage.